# 2Б25
2Б25 «Галл» — российский бесшумный носимый миномёт. Разработан в нижегородском ЦНИИ «Буревестник». Широкой публике был продемонстрирован в 2011 году на выставке вооружений «MILEX-2011», проходившей в Минске. Производится серийно.

## Описание конструкции
Основным предназначением 82-мм миномёта является поражение противника как на открытой местности, так и располагающегося в укрытиях полевого типа. Огонь может вестись как с открытых, так и с закрытых позиций.
Отличительной особенностью 2Б25 является отсутствие стандартных признаков выстрела при ведении огня. Подобный эффект достигается за счёт применения специально разработанного осколочного выстрела 3ВО35Е. При выстреле пороховые газы запираются в хвостовике мины, благодаря чему не создаётся пламени, дыма и ударной волны, а громкость выстрела 2Б25 сравнима с выстрелом из автомата Калашникова с использованием глушителя; или с хлопком в ладоши.
Миномёт способен поражать цели на дальности от 100 до 1200 метров, при этом вертикальные углы обстрела составляют от +45 до +85 градусов, а горизонтальные без перестановки от −4 до +4 градусов. С перестановкой лафета горизонтальные углы обстрела составляют 360 градусов.
Масса 2Б25 не превышает 13 кг.
Обслуживающий боевой расчёт — 2 человека.
Скорострельность — до 15 выстрелов в минуту.
Возможно ведение огня с грунта различной твёрдости в любое время суток при любых погодных условиях.
Подобные характеристики миномёта обеспечивают высокую мобильность и дают возможность скрытного и внезапного применения.

## Оценка орудия
Несмотря на то, что за рубежом аналогичные системы также разрабатываются (например, во Франции), по калибру, дальности стрельбы и массе они проигрывают миномёту 2Б25.

## Возможные недостатки
Необходимость производства специальных мин. Небольшая дальность стрельбы 1200 м.